# Wendy Bowman

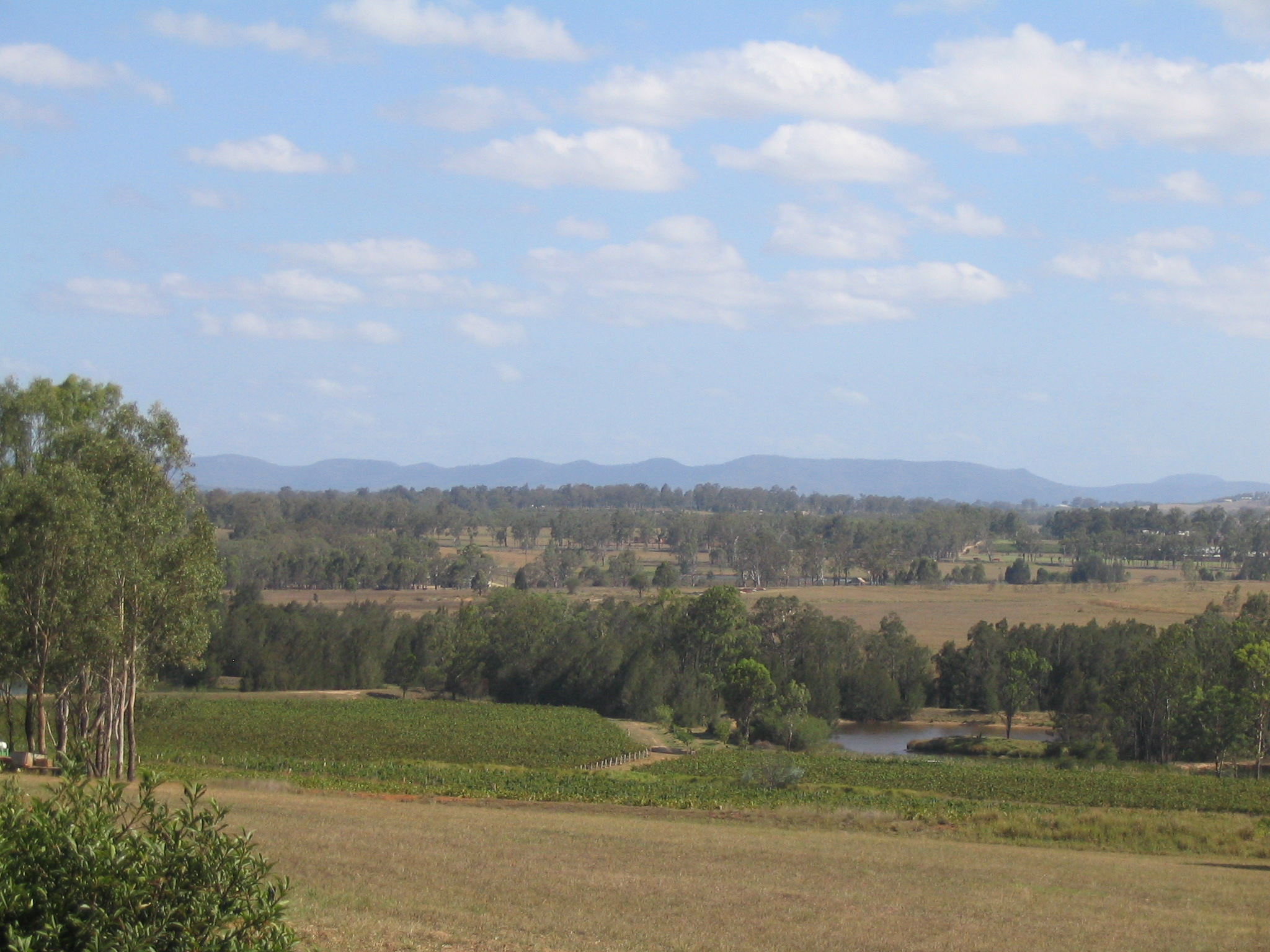
Paisaje del valle de Hunter

Wendy Bowman (Sídney, c. 1934-26 de julio de 2023) fue una agricultora y ambientalista australiana de Nueva Gales del Sur. Gracias a su campaña, ha podido evitar que la empresa carbonera china Yancoal Australia desarrolle la minería del carbón en la región del valle de Hunter. No solo ha conseguido mantener su granja familiar, sino que ha protegido a la comunidad local de los efectos de la contaminación y la degradación ambiental. En reconocimiento a sus esfuerzos, en abril de 2017 fue una de los seis ecologistas, y la única mujer, en recibir el Premio Medioambiental Goldman.

## Biografía
Nació en la década de 1930 en Sídney, perteneciente a una familia que, por parte de su padre, llegó a Australia en 1798, y que por parte de su madre se instaló en el valle de Hunter en el siglo XIX. Después de graduarse en arte, se casó con el granjero del valle de Hunter, Mick Bowman. Cuando él murió en 1984, ella se hizo cargo de la granja. Tuvo que mudarse en 1988 como consecuencia de las explotaciones mineras a cielo abierto.
En 1988, sus cultivos fracasaron cuando la minería contaminó con metales pesados el agua que irrigaba su campo. Como consecuencia del polvo de carbón en la hierba, su ganado se negó a comer. Desde 1990, primero a través de MineWatch y luego a través del Hunter Environment Lobby, ayudó a los agricultores locales a emprender acciones políticas en Nueva Gales del Sur. Después de mudar su granja una vez, en 2005 le dieron seis semanas de plazo para reubicarse con el fin de dar paso a otra mina. Se instaló en Rosedale en Camberwell.
La propia granja de Bowman, Rosedale, se vio amenazada en 2010 cuando la compañía china Yancoal proyectó una ampliación de la mina Ashton South East Open Cut hasta uno de los principales afluentes del río Hunter. La mayoría de los agricultores de la zona habían vendido su propiedad a principios de 2015. Bowman, cuyas tierras abarcaban más de la mitad del carbón en la mina propuesta, se negó a vender mientras buscaba proteger la zona de la devastación. En diciembre de 2014, el Tribunal de Tierras y Medio Ambiente dictaminó que Yancoal solo podía continuar con la mina si Bowman accedía a vender. A pesar de las ofertas de millones de dólares, continuó negándose, lo que puso fin a los esfuerzos de Yancoal.
En reconocimiento a sus esfuerzos, en abril de 2017 recibió el Premio Medioambiental Goldman.